# Angelo e cel mai tare
Angelo e cel mai tare (în engleză Angelo Rules și în franceză Angelo la Débrouille) este un serial de animație de comedie creat de și produs de studioul francez de animație TeamTO în asociere cu Cake Entertainment. Serialul este bazat pe colecția de cărți franțuzească “Comment Faire Enrager”, scrisă de Sylvie de Mathuisieulx, ilustrată de Sebastien Diologent și publicată de “Petit a Petit”. Primul sezon a fost lansat în Franța, în luna ianuarie al lui 2010.
Pe 5 aprilie 2021, serialul a fost reînnoit pentru sezonul 5 care a avut premiera în august 2022. În 2024, serialul a fost reînnoit pentru al șaselea sezon, care va avea premiera în 2026.
În România, serialul a avut premiera pe 29 noiembrie 2010 pe canalul de televiziune Cartoon Network.

## Despre serial
Serialul urmărește viața lui Angelo, un copil de 11 ani care reușește întotdeauna să găsească un plan pentru a obține ceea ce își dorește alături de prietenii săi, Sherwood și Lola.

## Personaje

### Personaje principale
- Angelo Lawrence K. - Angelo este un puști de 11 ani care caută întotdeauna planuri care-l pot ajuta să obțină ceea ce vrea. Eroul are o mare încredere în sine, iar dacă nu găsește imediat soluția perfectă la o problemă, improvizează. De obicei, Angelo găsește o modalitate de a învinge în cele din urmă, adesea cu câteva efecte nedorite pe care nu le-a luat în calcul. Dar atitudinea lui Angelo este pozitivă: în final, a meritat efortul.
- Sherwood Forrest - Sherwood este cel mai inteligent coleg de clasă și cel mai bun prieten al lui Angelo. Sherwood privește uneori planurile lui Angelo cu scepticism și adesea este cel care identifică posibilele greșeli logice sau eventualele probleme. Totuși, Sherwood are numeroase talente cu care contribuie la planurile lui Angelo: este atletic, foarte inventiv și se pricepe la tehnologie.
- Lola - Lola este vecina lui Angelo, o puștoaică de 12 ani, mereu bine dispusă. Lola și Angelo sunt prieteni de-o viață. Lola participă întotdeauna la planurile lui Angelo și este singura din grup care are un telefon mobil, indispensabil în mai multe dintre planurile prietenilor. Ea poate imita voci și poate interpreta o mulțime de roluri precum mama lui Sherwood, de la vânzătoare la prezentatoare de știri, inspector de sănătate sau operator automat.
- Joe Momma - Joe Momma este motanul familiei cu care nimeni nu vrea să aibă de-a face.
- Peter K. - Peter este fratele mai mic, în vârstă de 5 ani. Acesta saltă prin casă ca un adevărat cimpanzeu, pretinzând că este fie om al cavernelor, fie un supererou. Peter este preferatul mamei, care-l protejează cu orice preț. Chiar și atunci când Peter se comportă incorect față de Angelo, mama ia întotdeauna apărarea copilului mai mic.
- Elena K. - Elena este sora lui Angelo, o tânără la modă, dar foarte enervantă, în vârstă de 15 ani. Pentru că este cea mai mare dintre frați, așteaptă ca ceilalți să facă tot ce spune ea. Nu este cazul. Pentru că Angelo are întotdeauna abilitatea de a obține ce vrea, Elenei îi face plăcere să arate celor din jur că Angelo este prea mic pentru a face cutare și cutare lucru și să le amintească părinților că ea a reușit să facă un anumit lucru abia când a împlinit 15 ani. Zâmbetul cu subînțeles al Elenei are un efect deosebit. Acesta este modul ei amuzant de a pune obstacole în calea lui Angelo.
- Domnul K. - În timp ce mama conduce familia cu o mână de fier, tata este mai flexibil. El este copilăros și uneori ajunge chiar la ceartă cu Angelo în legătură cu programul pe care fiecare vrea să-l privească la televizor. Tata îi ia partea lui Angelo și îi susține planurile, respectând tenacitatea și spiritul fermecător al acestuia.
- Doamna K. - Mama lui Angelo este factorul de decizie al familiei, un rol ce poate fi uneori copleșitor. Mama încearcă în permanență să păstreze echilibrul și pacea între copii. De departe este un miracol că reușește să stăpânească situația.

### Colegi de școală
- Walter Manetti - Manetti este bătăușul ce necăjește pe toți copiii, în special pe Angelo. De asemenea, are un creier care nu funcționează foarte rapid.
- Monica - Monica este o altă colegă de-a lui Angelo. Ea lucrează la ziarul școlii.
- Ethan - Ethan este un alt coleg de-al lui Angelo. Îi plac foarte mult jocurile video, și se consideră chiar un expert în domeniul lor.
- Butterfingers - Butterfingers este unul din colegii lui Angelo. Este de obicei foarte împiedicat, și se încurcă mai tot timpul în orice. Dar cu toate acestea, el este un băiat foarte simpatic și drăguț cu toți. El este de asemenea foarte îndrăgostit de Lola și Monica.
- AJ - AJ este un alt coleg de-al lui Angelo care este un prieten al Lolei. El este uneori timid.
- Alonzo și Clyde - Alonzo și Clyde sunt doi adolescenți de la școala lui Angelo.
- Brandy - Brandy este o adolescentă de la școala lui Angelo. De obicei este văzută cu Clyde și Alonzo. Aceasta se consieră cea mai populară.
- Candy - Candy este o altă colegă de-a lui Angelo și prietena Monicăi. Ea are o pasiune pentru Angelo.
- Tracy - Tracy este nepoata domnului Feet care a fost introdusă în sezonul 2, și cea mai mare rivală a lui Angelo. Tracy se comportă cu ceilalți copii foarte autoritar, și îi forțează să urmeze toate regulile școlii. De asemenea se crede cea mai bună dintre toți, și este o mare trișoare, de aceea încercând tot timpul să vandalizeze toate competițiile la care aceasta participă. Tracy nu-l suportă deloc pe Angelo, exact ca unchiul său, și vrând chiar să-i dejoace planurile pentru a-l pune în bucluc. Totuși, de-a lungul seriei, Tracy dă semne că ar fi îndrăgostită în secret de Angelo, aceasta având visuri în care ar vrea să-l sărute. Totuși, aceasta pare să-și nege sentimentele.

### Profesori
- Owen J. Feet - Domnul Feet este profesorul de la școala lui Angelo. Angelo îl consideră enervant și plictisitor, și de obicei pune la cale planuri pentru a scăpa de testele sale surpriză. Domnul Feet nu-l suportă pe Angelo mai deloc, pentru că este conștient de lenea și de planurile sale.
- Vladimir Zonka - Domnul Zonka este antrenorul de sport de la școala lui Angelo, acesta mai este si instructorul de Karate lui Angelo, Sensei Zonka are centura neagră, fiind campion din 1995.
- Domnișoara Perlah - Domnișoara Perlah este profesoara de desen de la școala lui Angelo. Domnul Feet pare să aibă o afecțiune pentru ea, deși este complet opusul său. Toți elevii o plac foarte mult.

### Alte personaje
- Cathy - Cathy este proprietara unei cofetării de brioșe de pe strada lui Angelo, care e mai țâfnoasă. Angelo și prietenii lui vin mai mereu la stand-ul ei, pentru că le plac enorm brioșele pe care la face.
- Shmitty - Shmitty este un băiat care lucrează la cantina de la școala lui Angelo. Acesta este un bun prieten cu Angelo.
- Cooper - Cooper este fratele mai mic al lui Manetti care este bun prieten cu Peter. Acesta se poartă aproape la fel ca fratele său, doar că Cooper nu este la fel de bătăuș ca acesta, și e chiar mai prietenos.
- Hunter - Hunter este fratele lui Butterfingers care lucrează la un parc de distracții. Elena este foarte îndrăgostită de el.
- Daimen Burst - Daimen Burst este un critic faimos. Cel mai mult lui îi place să găsească artă în orice lucru, chiar și într-un coș de gunoi.
- Bătrânelul (în engleză: Geezer) - Este un bătrânel morocănos care locuiește vizavi de Angelo. Acesta se înfurie când îi este călcată peluza. Uneori acesta îi cere niște servicii lui Angelo, pe care acesta uneori nu le prea consideră ideale.
- Alunecoșii (în engleză: Slobber) - Alunecoșii sunt o bandă populară de rock, formată din doi oameni "super cool" care au părul vopsit. Angelo este un mare fan al lor.
- Ollie van Dunk - Ollie este cel mai popular om din lume, și un skate-boarder talentat. El este un tip cool iubit de toți tinerii.

## Ponturile lui Angelo
Ponturile lui Angelo (în engleză: Angelo's Tips) este o serie de scurt-metraje în care Angelo învață telespectatorii ponturi cum să-și trăiască viața perfectă.

## Dublajul în limba română

### Sezoanele 1 - 2
Dublajul a fost realizat de Zone Studio Oradea (mai târziu studiourile BTI).
- Carina Marin - Angelo
- Cosmin Petruț - Sherwood
- Ioana Dagău - Lola
- Carina Chereji - Peter, AJ
- Mihaela Gherdan - Elena
- Gabriela Codrea - Mama lui Angelo
- Sorin Ionescu - Tatăl lui Angelo, Hunter, Eddy Van slobber
- Paul Zurbău - Manetti, Alonzo, Hunter, Alex Van slobber (episodul 51)
- Petre Ghimbășan - Domnul Feet, Antrenorul Zonka (episodul 38b)
- Richard Balint - Butter Fingers, Antrenorul Zonka, Ethan
- Ioana Daria Perneș - Brandy
- Iulia Tohotan - Monica
- Florian Silaghi - Clyde, Ollie, Daimen Burst, Shmitty, Alex Van slobber
- Anca Sigmirean - Domnișoara Perlah, Cooper, Tracy
- Corina Cernea - Cathy
- Ion Abrudan - Bătrânelul
- Mirela Corbeanu - Bunica lui Angelo
- Răzvan Vicoveanu - Hunter (episodul 38b), Eddy Van Slobber (episodul 51)

### Sezonul 3 - prezent
Dublajul a fost realizat în studioul Fast Production Film.
- Andrei Geavela - Angelo
- Cristian Neacșu - Sherwood, Tata
- Gabi Șarga - Lola
- Adina Lucaciu - Peter
- Sînziana Nicola - Elena
- Andreea Gaica - Mama
- Doru Cătănescu - Domnul Feet
- Ionuț Grama - Manetti, Cooper
- Ionuț Ionescu - Manetti (ep. 53b)
- Adrian Venete - Butterfingers
- Alexandra Radu - Tracy
- Dan Lupu - Ethan
- Raul Stănulescu - AJ, Daimen Burst
- Ovidiu Mitrică - Shmitty
- Alexandru Gheorghiu - Ollie Van Dunk
- Marin Fagu - Bătrânelul
- Ioana de Hillerin
- Gabriel Sandu
- Cătălin Rotaru
- Bogdan Dumitrescu
- Tamara Roman - Elena (ep. 87)

Traducerea:
- Ilaș Emma Silvia (sezonul 3)

- Carina Chereji (sezonul 4)

Regia:
- Ioana de Hillerin (sezonul 3)
- Gabriela Bobes (sezonul 4)

## Legăturiexterne
- Angelo e cel mai tare la Internet Movie Database